# 9990 Niiyaeki

9990 Niiyaeki

9990 Niiyaeki eller 1997 SO17 är en asteroid i huvudbältet som upptäcktes den 30 september 1997 av den japanske amatörastronomen Tomimaru Okuni vid Nanyō-observatoriet. Den är uppkallad efter den japanska järnvägsstationen Niiyaeki.
Asteroiden har en diameter på ungefär 5 kilometer och den tillhör asteroidgruppen Koronis.